# ديمتري بارينوف
ديمتري بارينوف (بالروسية: Баринов, Дмитрий Николаевич)‏ (11 سبتمبر 1996 في روسيا - ) هو لاعب كرة قدم روسي في مركز الوسط. شارك مع منتخب روسيا تحت 17 سنة لكرة القدم ومنتخب روسيا تحت 19 سنة لكرة القدم ومنتخب روسيا تحت 21 سنة لكرة القدم. أما مع النوادي، فقد لعب مع لوكوموتيف موسكو.

## وصلات خارجية
- ديمتري بارينوف على موقع الاتحاد الأوربي (الإنجليزية)
- ديمتري بارينوف على موقع قاعدة بيانات كرة القدم.إي يو (الإنجليزية)
- ديمتري بارينوف على موقع ناشيونال فوتبول تيمز (الإنجليزية)
- ديمتري بارينوف على موقع Soccerway.com (الإنجليزية)
- ديمتري بارينوف على موقع عالم كرة القدم.نت (الإنجليزية)